# Тризубець морський
Тризубець морський або тризубець приморський (Triglochin maritima) — вид однорічних або багаторічних трав'янистих росли родини тризубцеві (Juncaginaceae). Етимологія: лат. maritimum — «морський».

## Опис
Рослина заввишки до 60 см. Листки м'ясисті, розташовані при основі. Квітки м'ясисті, зеленуваті, 3 пелюсткові, обрамлений фіолетовим. Плоди овальної форми, довжиною 4 мм, шириною 2 мм. Число хромосом 2n = 48. У великої рогатої худоби викликає симптоми отруєння.

## Поширення
Азія: Китай: Японія; Корея; Казахстан; Киргизстан; Таджикистан; Афганістан; Іран; Туреччина; Бутан; Індія; Непал; Пакистан. Кавказ: Азербайджан; Грузія; Росія Федерація — Передкавказзя, Далекий Схід, Сибір, європейська частина. Європа: Білорусь; Естонія; Латвія; Литва; Молдова; Україна; Австрія; Бельгія; Чехія; Німеччина; Угорщина; Нідерланди; Польща; Словаччина; Данія; Фінляндія; Ісландія; Ірландія; Норвегія; Швеція; Об'єднане Королівство; Болгарія; Хорватія; Італія; Чорногорія; Румунія; Сербія; Словенія; Франція; Португалія; Іспанія. Північна Африка: Туніс. Північна Америка: Мексика; Канада; США. Росте в солонуватих болотах, прісноводних болотах, на вологих піщаних пляжах, низинних, вологих луках та болотах.

## Галерея

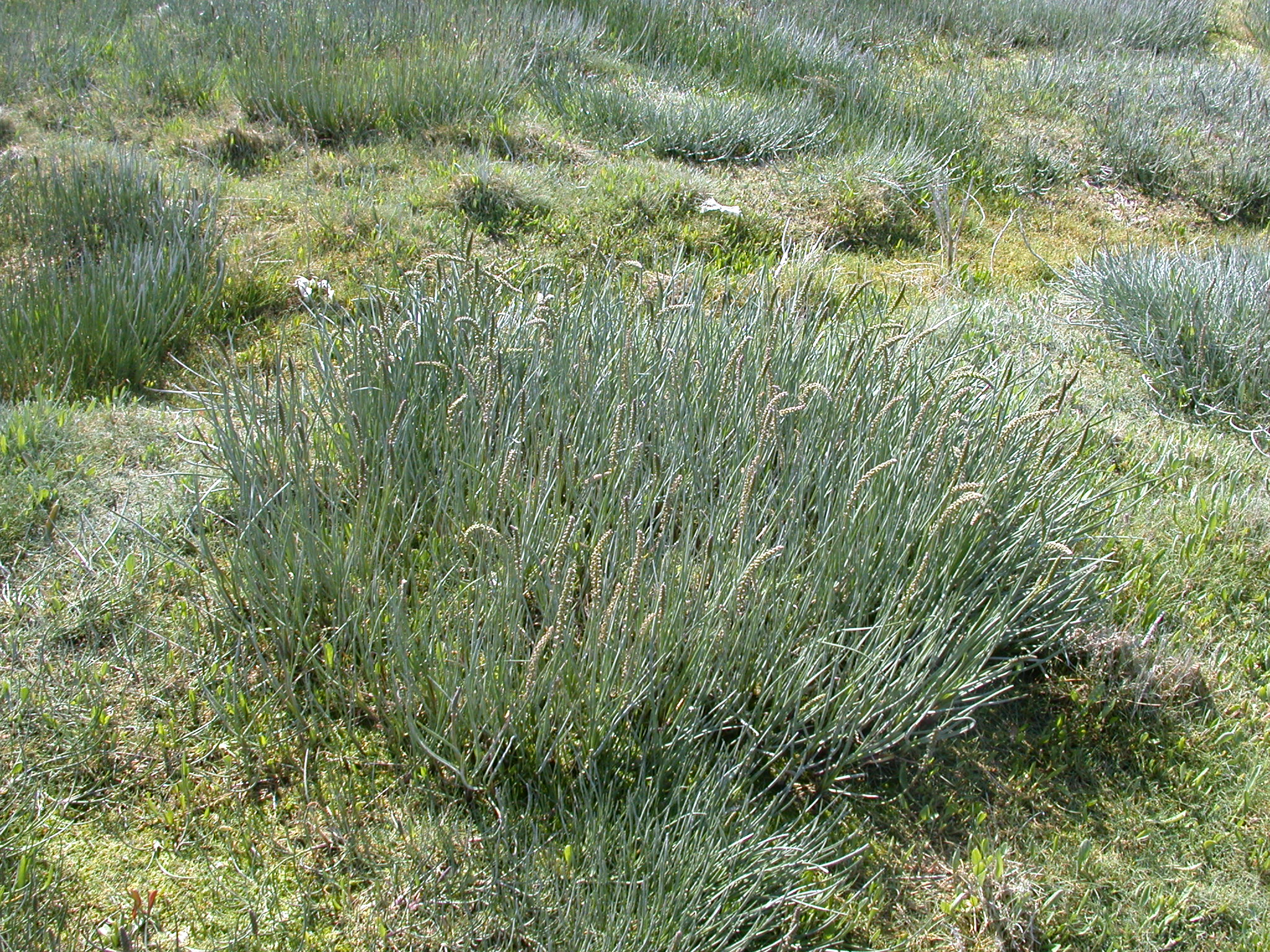
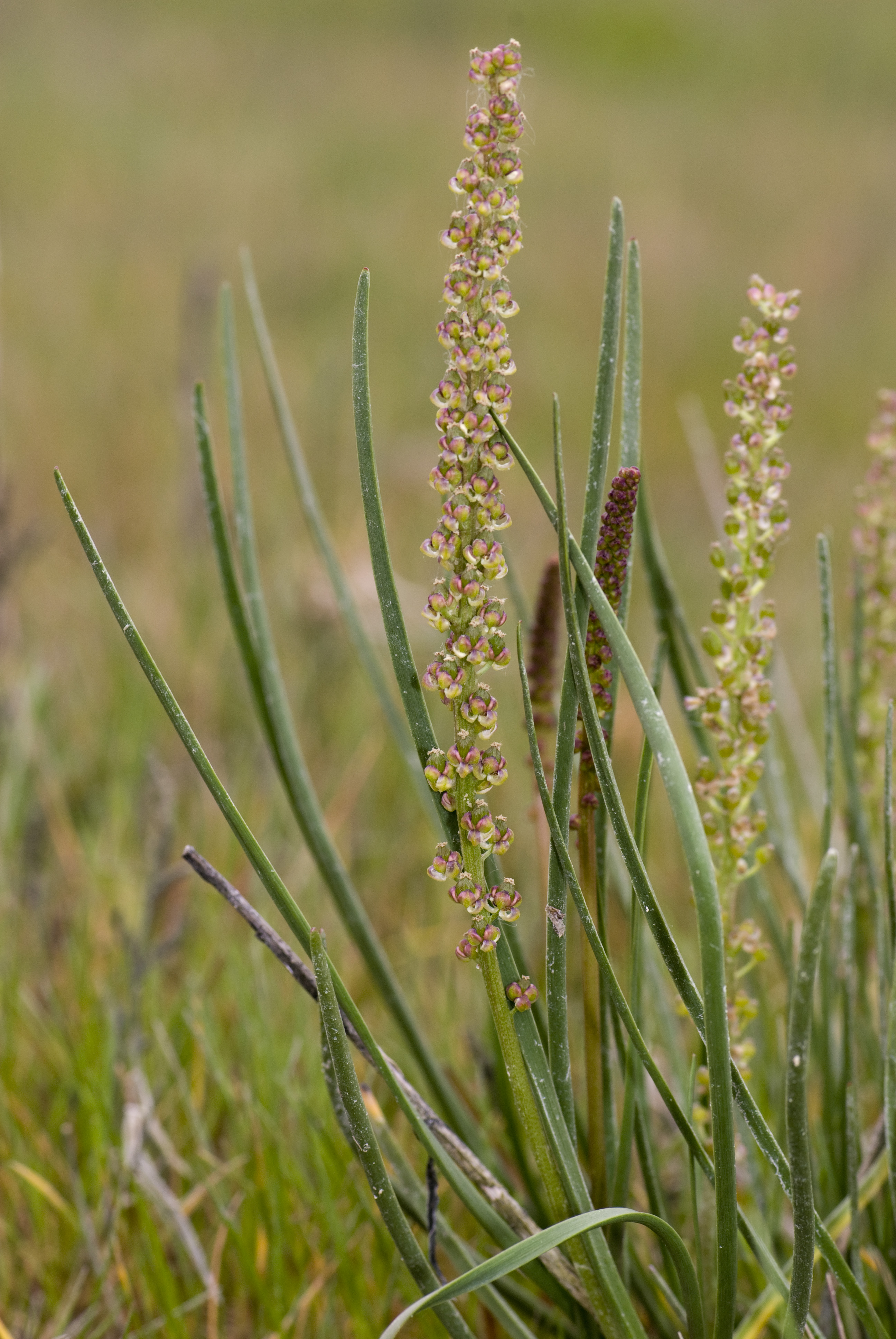
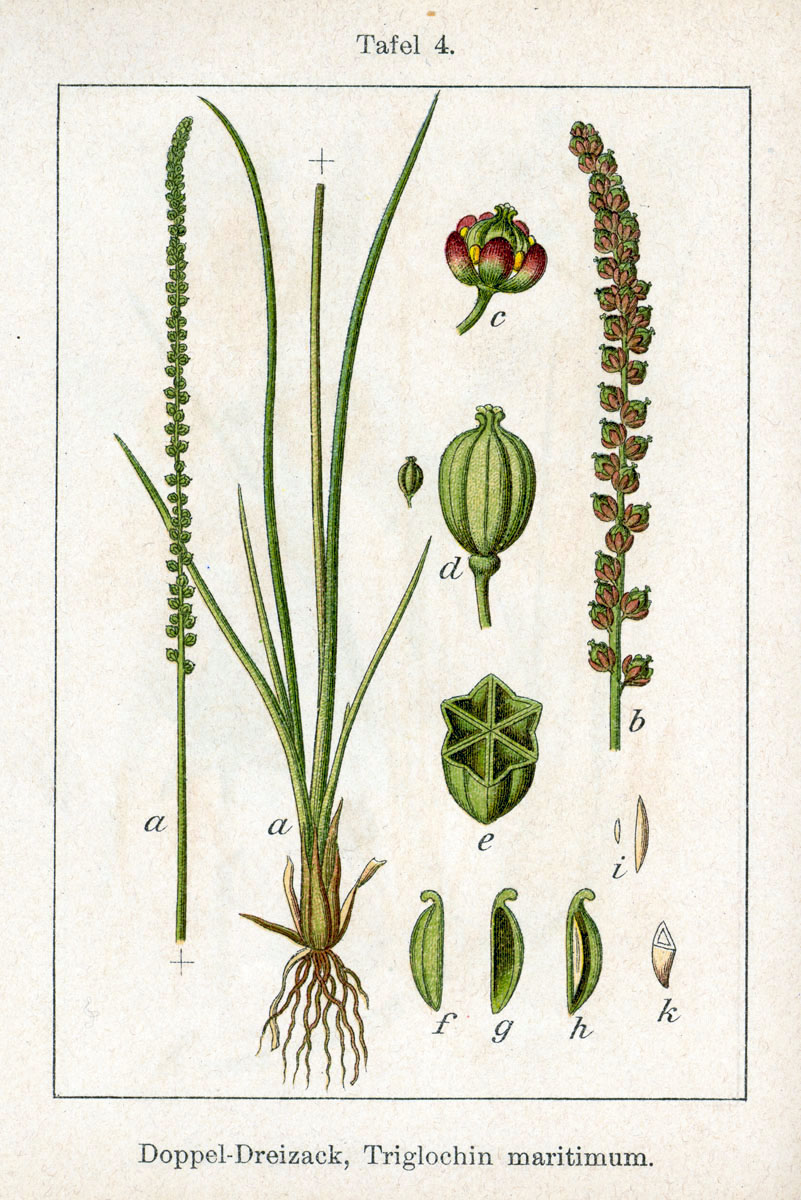
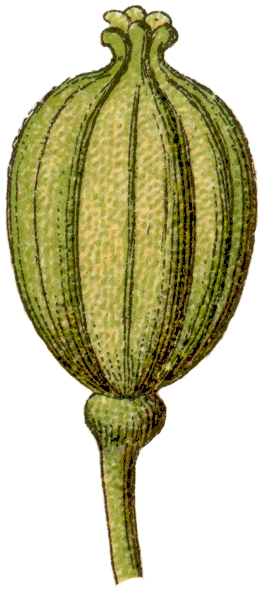